# Cueva del Viento
Cueva del Viento (pol. Jaskinia Wiatru) – jaskinia lawowa w masywie wulkanu Pico Viejo na Teneryfie, w gminie Icod de los Vinos. Po pomiarach dokonanych w 2021 r. liczy 18,5 km długości, co czyni ją szóstą pod tym względem jaskinią pochodzenia wulkanicznego na świecie, a najdłuższą poza Hawajami. Do zwiedzania dla turystów udostępniono jedynie niewielką część jaskini o długości ok. 250 m. Wejście możliwe jest wyłącznie z przewodnikiem, za opłatą i po wcześniejszej rezerwacji.
Jaskinia była znana Guanczom – pierwotnym mieszkańcom wyspy – ponad 2000 lat temu, odnaleziono bowiem pozostałości pochówku. Pierwsza wzmianka pisana pochodzi z 1776 r. Dokładniejsze badania jaskini prowadzono od 1969 r..
Powstanie jaskini datowane jest na 27 000 lat temu, podczas fazy erupcyjnej wulkanu Pico Viejo, wyrastającego u stóp Teide (najwyższy szczyt Hiszpanii). Jaskinia ma trzy poziomy. Na jej strukturę składają się kaskady ze zbudowane z lawy, stalaktyty, tarasy i jeziora lawowe. Jest to miejsce zamieszkiwane przez ok. 120 gatunków zwierząt, z czego 44 to organizmy żyjące wyłącznie w jaskiniach. Znaleziono tu także szczątki wymarłych zwierząt oraz takich, które nie występują już na Teneryfie.